# 韩肖胄
韩肖胄（1075—1150），一名膚胄，字似夫，相州安阳人。北宋大臣、外交家。高祖為諫議大夫韓國華。曾祖為仁宗朝宰相韩琦。祖父韩忠彦。父韓治。從弟韓侂胄。
韩肖胄因父荫补任承务郎，历任开封府司录。与府尹在殿中一同奏对，宋徽宗问他的家世，赐他为同上舍出身，担任卫尉少卿，赐三品服。
之后假给事中、充当贺辽国生辰使。还京，当时韩治守相州，请为祠禄官。韩肖胄于是请求补任地方官侍奉生病的父亲，下诏任命为直秘阁、知相州，代替父任。辞别皇帝，宋徽宗说：“先帝诏韩氏世代在相州做官。卿父子相代，是光荣的事。”在相州四年，宋军收复燕京，韩肖胄预计幽蓟将有事变，应该暗中守备。不久金朝骑兵入境，在郊野一无所获而去。
建炎二年（1128年），知江州，入朝为祠部郎，转任左司。曾经说：“中原没有收复，所凭借为长江之险，淮南是屏蔽。沃野千里，现在多荒废，如果广修农事，则转运费用可以减少，兵粮可足。”从此在建康设局，在江淮行屯田。又应诏陈奏五事：远斥堠，戢戍兵，防海道，援中原，修军政。擢升为工部侍郎。
当时川、陕马纲路通塞不定，韩肖胄请在广西邕州置司，互市买蕃马，高宗下诏准行。当时高宗召侍从问战守之计，韩肖胄条奏千余言，高宗称他所奏事理简当。吏部尚书席益叹道：“援古证今，切于时用，不是世代为官不能做到。”
绍兴二年（1132年），高宗下诏百官上奏省费裕国、强兵息民之策，韩肖胄言：“天下财赋原来隶于三司，现在户部只有上供之目而已。向户部问诸路款项名目，户部不能说出来，向漕司问诸州款项名目，漕司不能说出来，失去一个款项名目，则此项就没有了。愿下诏诸路漕司，搜集州县出纳，能罢除的就罢除，能合并的就合并，立为定籍。漕司总管诸州，户部总管诸路，就没有失落了。经费之大，莫过于养兵。现在人不在而冒名请经费的人很多，愿确立诸军核实之法，加重将帅冒请之罪，于是兵数得实，饷给不虚，省费裕国，这是最重要的。百姓常赋之外，受到军队用粮的逼迫，小吏作恶，敛财以各种名目。再被盗贼驱逐，农田失时，敌军离开后恢复生业，没有安定下来，催交赋税之吏已在门前呼喊了。愿命州县，招集流散人口，官府借给种子，等三年之后，再收税赋，置籍登记，考核政绩，强兵息民，这是首要的。”当时建议多被采纳。又请恢复天地、日月、星辰、社稷的祭祀，於是下达有司制定一年祭礼。转任吏部侍郎。当时法例散失，官吏趁机做坏事，韩肖胄立重赏，让人回忆整理记录原来的法规，编为条目，以次施行，舞文之弊才开始被革除。阵亡补官，得占射差遣，而在部的常调人，等待不能按资格授官，而且有过失就使授官更加困难。韩肖胄请以阵亡之人仅许本家用恩例任官，异姓等候决定，于是没有不均的情况，且严令六部出入为官的禁令，不许请托。
绍兴三年（1133年），拜为端明殿学士、同签书枢密院事，充当通问使，以胡松年为副手，韩肖胄慨然受命。当时金国粘罕执政，依靠兵强，对和战持离间之策，使者都有危机。韩肖胄入奏：“大臣各持己见，以致和战未有定论。但是议和是权宜之计，他日国家安定强大，军声大振，誓当雪此仇耻。现在臣等北行，可能半年不能回来，一定又有阴谋，应该火速进兵，不可因臣等在那里而延缓行动。”将走之前，母文对他说：“你们韩家世受国恩，当受命即时出发，不要因为我年老而挂念。”高宗称她为贤母，封荣国夫人。
韩肖胄至金国，金人知道他的家世，很看重他，往返才用了半年。自高宗即位，宋金六七年没有使者往来，从此开始派人同来。韩肖胄在今使之前入对，与朱胜非意见不合，于是极力要求离朝，于是以旧职知温州，提举临安府洞霄宫。
绍兴五年（1135年），皇帝诏问原宰执大臣守战方略，韩肖胄回答：“女真等军都畏服西兵劲锐善战，现在三帅所统多是西人，吴玠相继有奏捷，军声更振，敌意一定动摇，攻战之利，臣固然知道。从荆、襄至江、淮，绵延数千里，不如择选文武臣僚巡行巡视，找到险阻之地，屯兵积粮，形势相接。现在淮东、西虽然任命宣抚使，但是驻军和设立官署却在江上，所派偏将分守，不过资以轻兵，势孤力弱，难以责成坚强意志。应当调二将到江北，使屏障坚固。”又说：“诸位大将之兵各自为战。如果想同时进攻，应该先命总帅，分给他精锐，自成一军，号令统一，则诸将谁敢不听命。畿甸、山东、关河百姓怨很金人入骨，应该以安集流亡，招怀归附为先，现在淮南、江东西荒田很多，如果招来边境上之人，授给田粮，免去赋租，一定相继前来。”又奏：“长江南岸，空地很多，沿江大将各分地屯守，军士原来是农民的十之五六，选择其中不是精锐的人，使他努力耕种，农闲时则考查他们所习的技艺，秋收则均分所种的禾麦，或招募江北流民和江南无业愿意迁居的人分给土地，创立营屯。休息时则固守，出征时则攻讨。”韩肖胄被起用为知常州，召赴行在，提举万寿观，不久任命为签书枢密院事。
和议已定，再命韩肖胄为报谢使。金朝接伴使在边境迎接他，说应当称谢恩使。韩肖胄和他论争三四次，金使语塞。到达后，金朝派人在馆驿议事，韩肖胄随问随答，众人都尊敬的听着。回来时，金朝提供毡车以及设宴，从韩肖胄开始。
担任资政殿学士、知绍兴府。不久奉祠，与其弟韩膺胄寓居越州几十年。事奉母亲有孝顺的名声，弟弟不来不吃饭，所得恩赐，都先给宗族。卒年七十六岁，谥元穆。
韩琦守相，建昼锦堂，韩治建荣归堂，韩肖胄又建荣事堂，三代守家乡相州，人们以为荣耀。
他的孙子韩同卿，是宋宁宗恭淑皇后的父亲。

## 延伸阅读
[在维基数据编辑]
 《宋史·卷379》，出自脱脱《宋史》